# Chusquea serrulata
Chusquea serrulata är en gräsart som beskrevs av Pilg.. Chusquea serrulata ingår i släktet Chusquea och familjen gräs. Inga underarter finns listade i Catalogue of Life.